# Follow Me Down
«Follow Me Down»—en español:«Sígueme abajo»— es una canción interpretada por el dúo estadounidense de electropop 3OH!3, al lado de la cantautora británica Neon Hitch. Fue escrita por los tres, para la banda sonora de la película Alice in Wonderland, Almost Alice (2010).

## Listas de popularidad
| Canadá         | Canadian Hot 100  | 36 |
| Estados Unidos | Billboard Hot 100 | 89 |